# Спасская (Холмогорский район)
Спасская — деревня в Холмогорском районе Архангельской области.

## География
Находится в центральной части Архангельской области на расстоянии приблизительно 10 км на запад-северо-запад по прямой от районного центра села Холмогоры на левобережье реки Северная Двина.

## История
Была отмечена уже только в 1939 году в составе Курейского сельсовета. До 2022 года входила в Холмогорское сельское поселение до его упразднения.

## Население
Численность населения: 13 человек (русские 100 %) в 2002 году, 4 в 2010.